# Vollenhovia lucimandibula
Vollenhovia lucimandibula is een mierensoort uit de onderfamilie van de Myrmicinae. De wetenschappelijke naam van de soort is voor het eerst geldig gepubliceerd in 2005 door Wang, W., Zhou & Huang.